# Campeonato Cearense de Futebol da Terceira Divisão de 2009
O Campeonato Cearense de Futebol - Terceira Divisão de 2009 foi uma competição realizada com organização da FCF em 2009 e contou com 16 equipes. O Caucaia sagrou-se campeão.

## Participantes

### Grupo A
- Barbalha Futebol Clube (Barbalha)
- Jardim Sport Clube (Jardim)
- Centro Esportivo Morada Nova (Morada Nova)

### Grupo B
- Crateús Esporte Clube (Crateús)
- Itapajé Futebol Clube (Itapajé)
- Associação Nova Russas Esporte Clube (Novas Russas)

### Grupo C
- Aliança Atlética Futebol Clube (Pacatuba)
- Associação Desportiva Arsenal de Caridade (Caridade)
- Eusébio Esporte Clube (Eusébio)
- União Desportiva Messejana (Fortaleza)
- Clube Atlético Pacajuense (Pacajus)

### Grupo D
- América Football Club (Fortaleza)
- Calouros do Ar Futebol Clube (Fortaleza)
- Caucaia Esporte Clube (Caucaia)
- Sport Club Maguary (Fortaleza)
- Paracuru Atlético Clube (Paracuru)

## Fase Classificatória

### Grupo A

#### Classificação
|   |             | PG | J | V | E | D | SG  | GP | GC | %   |
| - | ----------- | -- | - | - | - | - | --- | -- | -- | --- |
| 1 | Barbalha    | 12 | 4 | 4 | 0 | 0 | +10 | 12 | 2  | 100 |
| 2 | Morada Nova | 6  | 4 | 2 | 0 | 2 | +2  | 7  | 5  | 50  |
| 3 | Jardim      | 0  | 4 | 0 | 0 | 4 | -12 | 0  | 12 | 0   |

#### Jogos
| X           | BAR | MNO | JAR |
| ----------- | --- | --- | --- |
| Barbalha    | X   |     |     |
| Morada Nova |     | X   |     |
| Jardim      |     |     | X   |

### Grupo B

#### Classificação
|   |             | PG | J | V | E | D | SG | GP | GC | %  |
| - | ----------- | -- | - | - | - | - | -- | -- | -- | -- |
| 1 | Nova Russas | 6  | 4 | 1 | 3 | 0 | +5 | 7  | 2  | 50 |
| 2 | Crateús     | 5  | 4 | 1 | 2 | 1 | +4 | 10 | 6  | 41 |
| 3 | Itapajé     | 4  | 4 | 1 | 1 | 2 | -9 | 4  | 13 | 33 |

#### Jogos
| X           | NRU | CTS | IPJ |
| ----------- | --- | --- | --- |
| Nova Russas | X   |     |     |
| Crateús     |     | X   |     |
| Itapajé     |     |     | X   |

### Grupo C

#### Classificação
|   |            | PG | J | V | E | D | SG  | GP | GC | % |
| - | ---------- | -- | - | - | - | - | --- | -- | -- | - |
| 1 | Arsenal    | 16 | 8 | 5 | 1 | 2 | +4  | 12 | 8  |   |
| 2 | Pacajuense | 16 | 8 | 4 | 4 | 0 | +28 | 32 | 4  |   |
| 3 | Eusébio    | 12 | 8 | 3 | 3 | 2 | +8  | 16 | 8  |   |
| 4 | Aliança    | 7  | 8 | 2 | 1 | 5 | -27 | 9  | 36 |   |
| 5 | Messejana  | 4  | 8 | 1 | 1 | 6 | -13 | 10 | 23 |   |

#### Jogos
| X          | ARS | PAC | EUS | MES | ALI |
| ---------- | --- | --- | --- | --- | --- |
| Arsenal    | X   |     |     |     |     |
| Pacajuense |     | X   |     |     |     |
| Eusébio    |     |     | X   |     |     |
| Messejana  |     |     |     | X   |     |
| Aliança    |     |     |     |     | X   |

### Grupo D

#### Classificação
|   |                | PG | J | V | E | D | SG  | GP | GC | % |
| - | -------------- | -- | - | - | - | - | --- | -- | -- | - |
| 1 | America        | 19 | 8 | 6 | 1 | 1 | +12 | 17 | 5  |   |
| 2 | Caucáia        | 13 | 8 | 4 | 1 | 3 | -1  | 11 | 12 |   |
| 3 | Calouros do Ar | 12 | 8 | 4 | 0 | 4 | 0   | 8  | 8  |   |
| 4 | Maguary        | 7  | 8 | 2 | 1 | 5 | -5  | 6  | 11 |   |
| 5 | Paracuru       | 6  | 8 | 1 | 3 | 4 | -6  | 3  | 9  |   |

#### Jogos
| X              | CAU | AME | CAR | PAR | MAG |
| -------------- | --- | --- | --- | --- | --- |
| Caucaia        | X   |     |     |     |     |
| América        |     | X   |     |     |     |
| Calouros do Ar |     |     | X   |     |     |
| Paracuru       |     |     |     | X   |     |
| Maguary        |     |     |     |     | X   |

## Segunda Fase
Grupo E
- 1º Pacajuense (13 pts)
- 2º Arsenal de Caridade (12 pts)
- 3º Barbalha (10 pts)
- 4º Morada Nova (00 pts)

Grupo F 
- 1º Nova Russas (18 pts)
- 2º Caucáia (09 pts)
- 3º América (06 pts)
- 4º Crateús (03 pts)

## Quadrangular Final
Grupo G 
- 1º Caucáia (11 pts) (campeão e promovido)
- 2º Nova Russas (08 pts) (vice campeão e promovido)
- 3º Arsenal de Caridade (06 pts) (promovido)
- 4º Pacajuense (05 pts)